# Cilone di Crotone
Cilone di Crotone (in greco antico: Κυλώνειο?, Kyló̱neio; Crotone, ... – Crotone, ...; fl. VI secolo a.C.) è stato un tiranno e oligarca greco antico, cittadino di Crotone e nemico di Pitagora.

## Biografia
Di famiglia benestante, venne da molti descritto come una persona ambiziosa, ma altresì superba e violenta.
Convinto di essere degno di frequentare la scuola pitagorica, si recò da Pitagora per chiedergli di poter farne parte, ma questi si oppose fermamente alla sua richiesta poiché già a conoscenza del carattere di Cilone.
Stando a quanto scrisse Neante, Cilone, offesosi per le parole di rifiuto da parte di Pitagora, decise allora di radunare tutti i suoi amici e dichiarare guerra a lui e ai suoi discepoli, che intanto si riunirono, in assenza di Pitagora, nella casa dell'atleta Milone. Alla fine vennero però tutti mandati al rogo e lapidati; sopravvissero al massacro soltanto Archippo e Liside. Secondo Dicearco e altri scrittori, invece, Pitagora era presente al momento del disastro e decise di rifugiarsi nel porto di Caulonia, per proseguire alla volta di Locri.